# Simon Lightwood

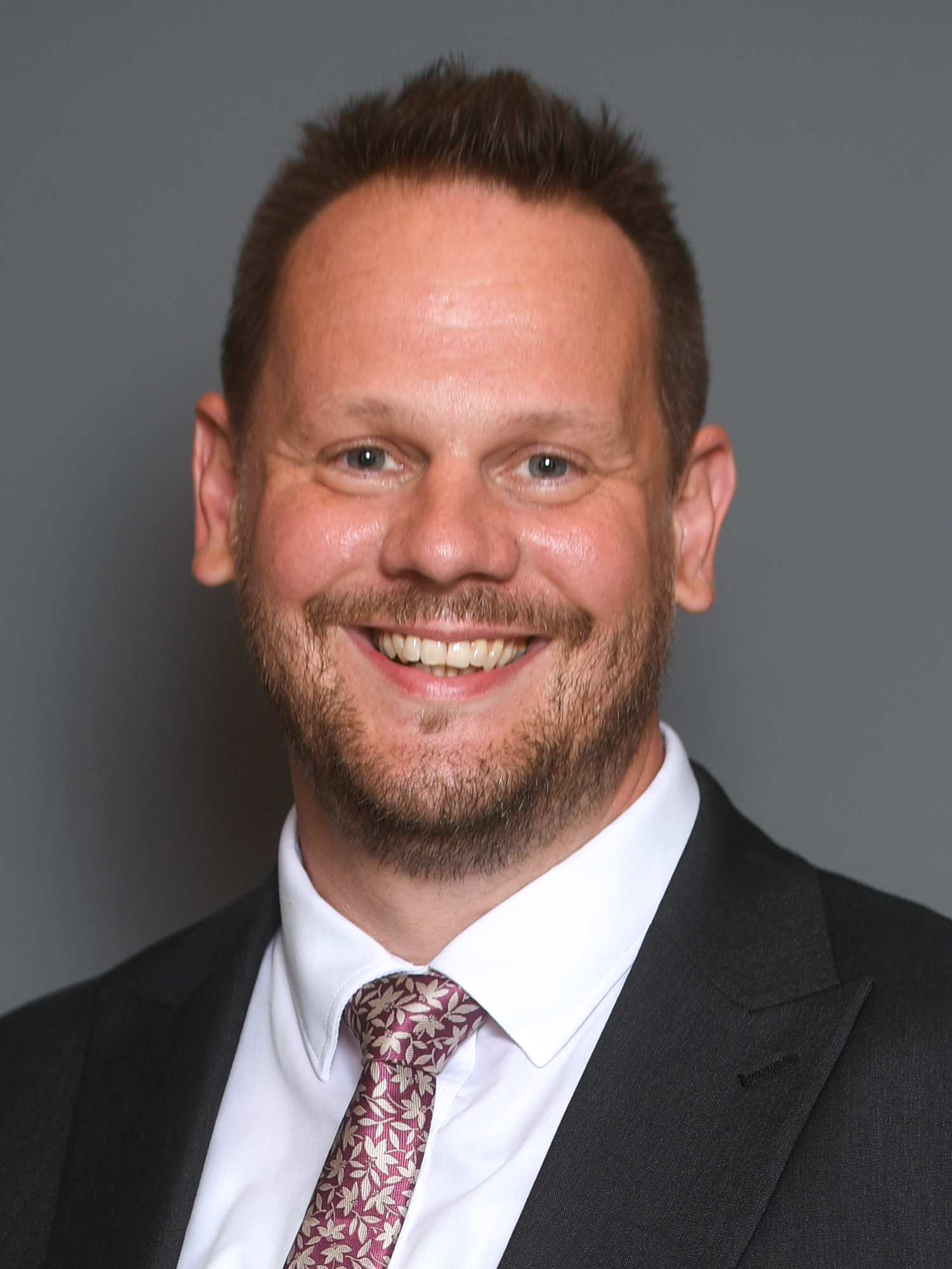
Simon Lightwood

Simon Robert Lightwood (geboren 1979 oder 1980) ist ein britischer Politiker (Labour Party), der den Wahlkreis Wakefield als Mitglied des Unterhauses des britischen Parlaments seit der Nachwahl 2022 vertritt.

## Kindheit, Jugend, Ausbildung
Lightwood wuchs in ärmlichen Verhältnissen auf. Nachdem sein Elternhaus gepfändet wurde, als er 13 Jahre alt war, lebte er bei seiner Großmutter, weit weg von seinen Eltern. Er studierte im Bretton Hall College. Später kaufte Lightwood ein Haus in Wakefield.

## Berufliche und politische Laufbahn
Er arbeitete für Mary Creagh, eine frühere Abgeordnete des Wahlkreises, als Sachbearbeiter. Später arbeitete er für den Nationalen Gesundheitsdienst und war als Vertreter der Region Yorkshire Mitglied des National Policy Forum der Labour Party. Zum Zeitpunkt seiner Kandidatur für das Parlament war er Leiter der Kommunikationsabteilung des Calderdale and Huddersfield NHS Foundation Trust.

## Als Abgeordneter im Unterhaus
Lightwood wurde am 23. Juni 2022 bei der Unterhaus-Nachwahl im Wahlkreis Wakefield mit einer Mehrheit von 4925 Stimmen gewählt. Der vorherige Abgeordnete Imran Ahmad Khan von der Conservative Party war wegen eines Sexualvergehens verurteilt worden und wenig später zurückgetreten.

## Persönliches
Lightwood lebt zusammen mit seinem Ehemann in Ossett.